# چکوور
چکوور، روستایی از توابع دهستان ضیابر در بخش ضیابر شهرستان صومعه‌سرا در استان گیلان ایران است.

## جمعیت
این روستا در دهستان ضیابر قرار دارد و براساس سرشماری مرکز آمار ایران در سال ۱۳۸۵، جمعیت آن ۵۴۸ نفر (۱۵۰خانوار) بوده‌است.